# Grand Prix São Paulo 2024
Grand Prix São Paulo 2024, oficjalnie Formula 1 Lenovo Grande Prêmio de São Paulo 2024 – dwudziesta pierwsza runda Mistrzostw Świata Formuły 1 w sezonie 2024. Grand Prix odbyło się w dniach 1–3 listopada 2024 na torze Autódromo José Carlos Pace w São Paulo. Wyścig w deszczowych warunkach po raz pierwszy od Grand Prix Hiszpanii wygrał Max Verstappen (Red Bull Racing), a na podium stanęli kolejno: Esteban Ocon (Alpine) i Pierre Gasly (Alpine).

## Lista startowa
Rezerwowy kierowca Haasa, Oliver Bearman zastąpił Kevina Magnussena w treningu, kwalifikacjach do sprintu oraz w sprincie, ponieważ Duńczyk zgłosił złe samopoczucie. Po kwalifikacjach do sprintu zespół ogłosił, że brytyjski kierowca będzie ścigał się do końca weekendu.
Na czerwonym tle kierowcy wycofani z weekendu wyścigowego.
| Nr          | Kierowca         | Zespół                        | Samochód                          | Silnik              | Opony |
| ----------- | ---------------- | ----------------------------- | --------------------------------- | ------------------- | ----- |
| 1           | Max Verstappen   | Oracle Red Bull Racing        | Red Bull RB20                     | Honda RBPTH002      | P     |
| 4           | Lando Norris     | McLaren Formula 1 Team        | McLaren MCL38                     | Mercedes-AMG F1 M15 | P     |
| 10          | Pierre Gasly     | BWT Alpine F1 Team            | Alpine A524                       | Renault E-Tech RE24 | P     |
| 11          | Sergio Pérez     | Oracle Red Bull Racing        | Red Bull RB20                     | Honda RBPTH002      | P     |
| 14          | Fernando Alonso  | Aston Martin Aramco F1 Team   | Aston Martin AMR24                | Mercedes-AMG F1 M15 | P     |
| 16          | Charles Leclerc  | Scuderia Ferrari HP           | Ferrari SF-24                     | Ferrari 066/12      | P     |
| 18          | Lance Stroll     | Aston Martin Aramco F1 Team   | Aston Martin AMR24                | Mercedes-AMG F1 M15 | P     |
| 20          | Kevin Magnussen  | MoneyGram Haas F1 Team        | Haas VF-24                        | Ferrari 066/10      | P     |
| 22          | Yūki Tsunoda     | Visa Cash App RB F1 Team      | RB VCARB 01                       | Honda RBPTH002      | P     |
| 23          | Alexander Albon  | Williams Racing               | Williams FW46                     | Mercedes-AMG F1 M15 | P     |
| 24          | Zhou Guanyu      | Stake F1 Team Kick Sauber     | Kick Sauber C44                   | Ferrari 066/12      | P     |
| 27          | Nico Hülkenberg  | MoneyGram Haas F1 Team        | Haas VF-24                        | Ferrari 066/10      | P     |
| 30          | Liam Lawson      | Visa Cash App RB F1 Team      | RB VCARB 01                       | Honda RBPTH002      | P     |
| 31          | Esteban Ocon     | BWT Alpine F1 Team            | Alpine A524                       | Renault E-Tech RE24 | P     |
| 43          | Franco Colapinto | Williams Racing               | Williams FW46                     | Mercedes-AMG F1 M15 | P     |
| 44          | Lewis Hamilton   | Mercedes-AMG PETRONAS F1 Team | Mercedes-AMG F1 W15 E Performance | Mercedes-AMG F1 M15 | P     |
| 50          | Oliver Bearman   | MoneyGram Haas F1 Team        | Haas VF-24                        | Ferrari 066/10      | P     |
| 55          | Carlos Sainz Jr. | Scuderia Ferrari HP           | Ferrari SF-24                     | Ferrari 066/12      | P     |
| 63          | George Russell   | Mercedes-AMG PETRONAS F1 Team | Mercedes-AMG F1 W15 E Performance | Mercedes-AMG F1 M15 | P     |
| 77          | Valtteri Bottas  | Stake F1 Team Kick Sauber     | Kick Sauber C44                   | Ferrari 066/12      | P     |
| 81          | Oscar Piastri    | McLaren Formula 1 Team        | McLaren MCL38                     | Mercedes-AMG F1 M15 | P     |
| Źródło: FIA |                  |                               |                                   |                     |       |

## Wyniki

### Najlepszy czas sesji treningowej
| Nr          | Kierowca     | Konstruktor      | Czas     | Okr. |
| ----------- | ------------ | ---------------- | -------- | ---- |
| 4           | Lando Norris | McLaren-Mercedes | 1:10,610 | 29   |
| Źródło: FIA |              |                  |          |      |

### Kwalifikacje do sprintu
| P                    | Nr | Kierowca         | Konstruktor                  | Czasy w kwalifikacjach | Czasy w kwalifikacjach | Czasy w kwalifikacjach | Poz. s. |
| P                    | Nr | Kierowca         | Konstruktor                  | SQ1                    | SQ2                    | SQ3                    | Poz. s. |
| -------------------- | -- | ---------------- | ---------------------------- | ---------------------- | ---------------------- | ---------------------- | ------- |
| 1                    | 81 | Oscar Piastri    | McLaren-Mercedes             | 1:10,265               | 1:09,239               | 1:08,899               | 1       |
| 2                    | 4  | Lando Norris     | McLaren-Mercedes             | 1:09,477               | 1:09,063               | 1:08,928               | 2       |
| 3                    | 16 | Charles Leclerc  | Ferrari                      | 1:10,388               | 1:09,248               | 1:09,153               | 3       |
| 4                    | 1  | Max Verstappen   | Red Bull Racing-Honda RBPT   | 1:10,409               | 1:09,489               | 1:09,219               | 4       |
| 5                    | 55 | Carlos Sainz Jr. | Ferrari                      | 1:10,503               | 1:09,500               | 1:09,257               | 5       |
| 6                    | 63 | George Russell   | Mercedes                     | 1:10,479               | 1:09,683               | 1:09,443               | 6       |
| 7                    | 10 | Pierre Gasly     | Alpine-Renault               | 1:10,630               | 1:09,610               | 1:09,622               | 7       |
| 8                    | 30 | Liam Lawson      | RB-Honda RBPT                | 1:10,576               | 1:09,827               | 1:09,941               | 8       |
| 9                    | 23 | Alexander Albon  | Williams-Mercedes            | 1:10,366               | 1:09,844               | 1:10,078               | 9       |
| 10                   | 50 | Oliver Bearman   | Haas-Ferrari                 | 1:10,442               | 1:09,629               | –                      | 10      |
| 11                   | 44 | Lewis Hamilton   | Mercedes                     | 1:10,625               | 1:09,941               |                        | 11      |
| 12                   | 27 | Nico Hülkenberg  | Haas-Ferrari                 | 1:10,466               | 1:09,964               |                        | 12      |
| 13                   | 11 | Sergio Pérez     | Red Bull Racing-Honda RBPT   | 1:10,392               | 1:10,024               |                        | 13      |
| 14                   | 43 | Franco Colapinto | Williams-Mercedes            | 1:10,470               | 1:10,275               |                        | 14      |
| 15                   | 77 | Valtteri Bottas  | Kick Sauber-Ferrari          | 1:10,861               | 1:10,595               |                        | 15      |
| 16                   | 14 | Fernando Alonso  | Aston Martin Aramco-Mercedes | 1:10,978               |                        |                        | PL      |
| 17                   | 31 | Esteban Ocon     | Alpine-Renault               | 1:11,052               |                        |                        | 16      |
| 18                   | 22 | Yūki Tsunoda     | RB-Honda RBPT                | 1:11,121               |                        |                        | 17      |
| 19                   | 18 | Lance Stroll     | Aston Martin Aramco-Mercedes | 1:11,280               |                        |                        | PL      |
| 20                   | 24 | Zhou Guanyu      | Kick Sauber-Ferrari          | 1:12,978               |                        |                        | PL      |
| 107% czasu: 1:14,340 |    |                  |                              |                        |                        |                        |         |
| Źródło: FIA          |    |                  |                              |                        |                        |                        |         |

### Sprint
| P           | Nr | Kierowca         | Konstruktor                  | Okr. | Czas                 | Poz. s. | +/-       | Punkty |
| ----------- | -- | ---------------- | ---------------------------- | ---- | -------------------- | ------- | --------- | ------ |
| 1           | 4  | Lando Norris     | McLaren-Mercedes             | 24   | 29:46,045            | 2       | 1         | 8      |
| 2           | 81 | Oscar Piastri    | McLaren-Mercedes             | 24   | +0,593               | 1       | 1         | 7      |
| 3           | 16 | Charles Leclerc  | Ferrari                      | 24   | +5,656               | 3       | Bez zmian | 6      |
| 4           | 1  | Max Verstappen   | Red Bull Racing-Honda RBPT   | 24   | +6,497               | 4       | Bez zmian | 5      |
| 5           | 55 | Carlos Sainz Jr. | Ferrari                      | 24   | +7,224               | 5       | Bez zmian | 4      |
| 6           | 63 | George Russell   | Mercedes                     | 24   | +12,475              | 6       | Bez zmian | 3      |
| 7           | 10 | Pierre Gasly     | Alpine-Renault               | 24   | +18,161              | 7       | Bez zmian | 2      |
| 8           | 11 | Sergio Pérez     | Red Bull Racing-Honda RBPT   | 24   | +18,717              | 13      | 5         | 1      |
| 9           | 30 | Liam Lawson      | RB-Honda RBPT                | 24   | +20,773              | 8       | 1         |        |
| 10          | 23 | Alexander Albon  | Williams-Mercedes            | 24   | +24,606              | 9       | 1         |        |
| 11          | 44 | Lewis Hamilton   | Mercedes                     | 24   | +29,764              | 11      | Bez zmian |        |
| 12          | 43 | Franco Colapinto | Williams-Mercedes            | 24   | +33,233              | 14      | 2         |        |
| 13          | 31 | Esteban Ocon     | Alpine-Renault               | 24   | +34,128              | 16      | 3         |        |
| 14          | 50 | Oliver Bearman   | Haas-Ferrari                 | 24   | +35,507              | 10      | 4         |        |
| 15          | 22 | Yūki Tsunoda     | RB-Honda RBPT                | 24   | +41,374              | 17      | 2         |        |
| 16          | 77 | Valtteri Bottas  | Kick Sauber-Ferrari          | 24   | +43,231              | 15      | 1         |        |
| 17          | 24 | Zhou Guanyu      | Kick Sauber-Ferrari          | 24   | +54,139              | PL      | 3         |        |
| 18          | 14 | Fernando Alonso  | Aston Martin Aramco-Mercedes | 24   | +56,537              | PL      | Bez zmian |        |
| 19          | 18 | Lance Stroll     | Aston Martin Aramco-Mercedes | 24   | +57,983              | PL      | Bez zmian |        |
| NS          | 27 | Nico Hülkenberg  | Haas-Ferrari                 | 19   | NU (skrzynia biegów) | 12      |           |        |
| Źródło: FIA |    |                  |                              |      |                      |         |           |        |

### Najszybsze okrążenie w sprincie
| Nr          | Kierowca     | Konstruktor                | Czas     | Okr. |
| ----------- | ------------ | -------------------------- | -------- | ---- |
| 11          | Sergio Pérez | Red Bull Racing-Honda RBPT | 1:11,678 | 24   |
| Źródło: FIA |              |                            |          |      |

### Prowadzenie w sprincie
| Nr                              | Kierowca      | Konstruktor      | Okrążenia | Suma |
| ------------------------------- | ------------- | ---------------- | --------- | ---- |
| 81                              | Oscar Piastri | McLaren-Mercedes | 1–21      | 21   |
| 4                               | Lando Norris  | McLaren-Mercedes | 22–24     | 3    |
| \| Wykres \| \| ------ \| \| \| |               |                  |           |      |
| Źródło: FIA                     |               |                  |           |      |
| Wykres                          |               |                  |           |      |
|                                 |               |                  |           |      |

### Kwalifikacje
Kwalifikacje miały odbyć się 2 listopada 2024 roku o godzinie 15:00 czasu lokalnego (UTC–3), ale zostały przełożone na następny dzień, na godzinę 07:30 czasu lokalnego, ze względu na niesprzyjające warunki pogodowe.
| P                    | Nr | Kierowca         | Konstruktor                  | Czasy w kwalifikacjach | Czasy w kwalifikacjach | Czasy w kwalifikacjach | Poz. s. |
| P                    | Nr | Kierowca         | Konstruktor                  | Q1                     | Q2                     | Q3                     | Poz. s. |
| -------------------- | -- | ---------------- | ---------------------------- | ---------------------- | ---------------------- | ---------------------- | ------- |
| 1                    | 4  | Lando Norris     | McLaren-Mercedes             | 1:30,944               | 1:24,844               | 1:23,405               | 1       |
| 2                    | 63 | George Russell   | Mercedes                     | 1:29,121               | 1:26,307               | 1:23,578               | 2       |
| 3                    | 22 | Yūki Tsunoda     | RB-Honda RBPT                | 1:29,172               | 1:26,464               | 1:24,111               | 3       |
| 4                    | 31 | Esteban Ocon     | Alpine-Renault               | 1:29,171               | 1:26,206               | 1:24,475               | 4       |
| 5                    | 30 | Liam Lawson      | RB-Honda RBPT                | 1:30,758               | 1:25,654               | 1:24,484               | 5       |
| 6                    | 16 | Charles Leclerc  | Ferrari                      | 1:29,839               | 1:26,097               | 1:24,525               | 6       |
| 7                    | 23 | Alexander Albon  | Williams-Mercedes            | 1:29,072               | 1:25,889               | 1:24,657               | 7       |
| 8                    | 81 | Oscar Piastri    | McLaren-Mercedes             | 1:30,114               | 1:25,179               | 1:24,686               | 8       |
| 9                    | 14 | Fernando Alonso  | Aston Martin Aramco-Mercedes | 1:30,207               | 1:25,035               | 1:28,998               | 9       |
| 10                   | 18 | Lance Stroll     | Aston Martin Aramco-Mercedes | 1:30,580               | 1:26,334               | –                      | 10      |
| 11                   | 77 | Valtteri Bottas  | Kick Sauber-Ferrari          | 1:30,633               | 1:26,472               |                        | 11      |
| 12                   | 1  | Max Verstappen   | Red Bull Racing-Honda RBPT   | 1:28,522               | 1:27,771               |                        | 17      |
| 13                   | 11 | Sergio Pérez     | Red Bull Racing-Honda RBPT   | 1:30,035               | 1:28,158               |                        | 12      |
| 14                   | 55 | Carlos Sainz Jr. | Ferrari                      | 1:30,303               | 1:29,406               |                        | PL      |
| 15                   | 10 | Pierre Gasly     | Alpine-Renault               | 1:29,420               | 1:29,614               |                        | 13      |
| 16                   | 44 | Lewis Hamilton   | Mercedes                     | 1:31,150               |                        |                        | 14      |
| 17                   | 50 | Oliver Bearman   | Haas-Ferrari                 | 1:31,229               |                        |                        | 15      |
| 18                   | 43 | Franco Colapinto | Williams-Mercedes            | 1:31,270               |                        |                        | 16      |
| 19                   | 27 | Nico Hülkenberg  | Haas-Ferrari                 | 1:31,623               |                        |                        | 18      |
| 20                   | 24 | Zhou Guanyu      | Kick Sauber-Ferrari          | 1:32,263               |                        |                        | 19      |
| 107% czasu: 1:34,718 |    |                  |                              |                        |                        |                        |         |
| Źródło: FIA          |    |                  |                              |                        |                        |                        |         |

### Wyścig
Wyścig miał odbyć się 3 listopada 2024 roku o godzinie 14:00 czasu lokalnego (UTC–3), ale został przesunięty na 12:30 czasu lokalnego, ponieważ sesja kwalifikacyjna została przełożona na dzień wyścigu ze względu na niesprzyjające warunki pogodowe.
| P           | Nr | Kierowca         | Konstruktor                  | Okr. | Czas                  | Poz. s. | +/−       | Punkty |
| ----------- | -- | ---------------- | ---------------------------- | ---- | --------------------- | ------- | --------- | ------ |
| 1           | 1  | Max Verstappen   | Red Bull Racing-Honda RBPT   | 69   | 2:06:54,430           | 17      | 16        | 25+1   |
| 2           | 31 | Esteban Ocon     | Alpine-Renault               | 69   | +19,477               | 4       | 2         | 18     |
| 3           | 10 | Pierre Gasly     | Alpine-Renault               | 69   | +22,532               | 13      | 10        | 15     |
| 4           | 63 | George Russell   | Mercedes                     | 69   | +23,265               | 2       | 2         | 12     |
| 5           | 16 | Charles Leclerc  | Ferrari                      | 69   | +30,177               | 6       | 1         | 10     |
| 6           | 4  | Lando Norris     | McLaren-Mercedes             | 69   | +31,372               | 1       | 5         | 8      |
| 7           | 22 | Yūki Tsunoda     | RB-Honda RBPT                | 69   | +42,056               | 3       | 4         | 6      |
| 8           | 81 | Oscar Piastri    | McLaren-Mercedes             | 69   | +44,943               | 8       | Bez zmian | 4      |
| 9           | 30 | Liam Lawson      | RB-Honda RBPT                | 69   | +50,452               | 5       | 4         | 2      |
| 10          | 44 | Lewis Hamilton   | Mercedes                     | 69   | +50,753               | 14      | 4         | 1      |
| 11          | 11 | Sergio Pérez     | Red Bull Racing-Honda RBPT   | 69   | +51,531               | 12      | 1         |        |
| 12          | 50 | Oliver Bearman   | Haas-Ferrari                 | 69   | +57,085               | 15      | 3         |        |
| 13          | 77 | Valtteri Bottas  | Kick Sauber-Ferrari          | 69   | +63,588               | 11      | 2         |        |
| 14          | 14 | Fernando Alonso  | Aston Martin Aramco-Mercedes | 69   | +78,049               | 9       | 5         |        |
| 15          | 24 | Zhou Guanyu      | Kick Sauber-Ferrari          | 69   | +79,649               | 19      | 4         |        |
| NS          | 55 | Carlos Sainz Jr. | Ferrari                      | 38   | NU (wypadek)          | PL      |           |        |
| NS          | 43 | Franco Colapinto | Williams-Mercedes            | 30   | NU (wypadek)          | 16      |           |        |
| NS          | 23 | Alexander Albon  | Williams-Mercedes            | 0    | NW (uszkodzenia)      | –       |           |        |
| NS          | 18 | Lance Stroll     | Aston Martin Aramco-Mercedes | 0    | NW (wypadek)          | –       |           |        |
| DK          | 27 | Nico Hülkenberg  | Haas-Ferrari                 | 30   | DK (pomoc poza torem) | 18      |           |        |
| Źródło: FIA |    |                  |                              |      |                       |         |           |        |

### Najszybsze okrążenie
| Nr          | Kierowca       | Konstruktor                | Czas     | Okr. |
| ----------- | -------------- | -------------------------- | -------- | ---- |
| 1           | Max Verstappen | Red Bull Racing-Honda RBPT | 1:20,472 | 67   |
| Źródło: FIA |                |                            |          |      |

### Prowadzenie w wyścigu
| Nr                              | Kierowca       | Konstruktor                | Okrążenia | Suma |
| ------------------------------- | -------------- | -------------------------- | --------- | ---- |
| 63                              | George Russell | Mercedes                   | 1–28      | 28   |
| 31                              | Esteban Ocon   | Alpine-Renault             | 29–42     | 14   |
| 1                               | Max Verstappen | Red Bull Racing-Honda RBPT | 43–69     | 27   |
| \| Wykres \| \| ------ \| \| \| |                |                            |           |      |
| Źródło: FIA                     |                |                            |           |      |
| Wykres                          |                |                            |           |      |
|                                 |                |                            |           |      |

## Klasyfikacja po wyścigu

### Kierowcy
| P           | +/−       | Kierowca         | Zgł. | Punkty | P1 | P2 | P3 | PP | NO | NS | NU | NW | DK | WYK |
| ----------- | --------- | ---------------- | ---- | ------ | -- | -- | -- | -- | -- | -- | -- | -- | -- | --- |
| 1           | Bez zmian | Max Verstappen   | 21   | 393    | 8  | 4  | 1  | 8  | 3  | 2  | 2  | –  | –  | –   |
| 2           | Bez zmian | Lando Norris     | 21   | 331    | 3  | 6  | 3  | 7  | 4  | –  | 1  | –  | –  | –   |
| 3           | Bez zmian | Charles Leclerc  | 21   | 307    | 3  | 2  | 6  | 3  | 3  | 1  | 1  | –  | –  | –   |
| 4           | Bez zmian | Oscar Piastri    | 21   | 262    | 2  | 4  | 1  | –  | 1  | –  | –  | –  | –  | –   |
| 5           | Bez zmian | Carlos Sainz Jr. | 20   | 244    | 2  | 1  | 4  | 1  | 1  | 2  | 3  | –  | –  | –   |
| 6           | 1         | George Russell   | 21   | 192    | 1  | –  | 2  | 2  | 2  | 1  | 2  | –  | 1  | –   |
| 7           | 1         | Lewis Hamilton   | 21   | 190    | 2  | –  | 2  | –  | 2  | 2  | 2  | –  | –  | –   |
| 8           | Bez zmian | Sergio Pérez     | 21   | 151    | –  | 3  | 1  | –  | 1  | 2  | 3  | –  | –  | –   |
| 9           | Bez zmian | Fernando Alonso  | 21   | 62     | –  | –  | –  | –  | 2  | 1  | 1  | –  | –  | –   |
| 10          | Bez zmian | Nico Hülkenberg  | 21   | 31     | –  | –  | –  | –  | –  | 2  | 1  | –  | 1  | –   |
| 11          | 1         | Yūki Tsunoda     | 21   | 28     | –  | –  | –  | –  | –  | 4  | 4  | –  | –  | –   |
| 12          | 4         | Pierre Gasly     | 21   | 26     | –  | –  | 1  | –  | –  | 3  | 2  | 1  | –  | –   |
| 13          | 2         | Lance Stroll     | 21   | 24     | –  | –  | –  | –  | –  | 2  | 1  | 1  | –  | –   |
| 14          | 5         | Esteban Ocon     | 21   | 23     | –  | 1  | –  | –  | 1  | 1  | 1  | –  | –  | –   |
| 15          | 2         | Kevin Magnussen  | 19   | 14     | –  | –  | –  | –  | –  | 1  | 2  | –  | –  | 1   |
| 16          | 2         | Alexander Albon  | 21   | 12     | –  | –  | –  | –  | –  | 6  | 5  | 1  | –  | –   |
| 17          | 2         | Daniel Ricciardo | 18   | 12     | –  | –  | –  | –  | 1  | 2  | 2  | –  | –  | –   |
| 18          | 1         | Oliver Bearman   | 3    | 7      | –  | –  | –  | –  | –  | –  | –  | –  | –  | –   |
| 19          | 1         | Franco Colapinto | 6    | 5      | –  | –  | –  | –  | –  | 1  | 1  | –  | –  | –   |
| 20          | Bez zmian | Liam Lawson      | 3    | 4      | –  | –  | –  | –  | –  | –  | –  | –  | –  | –   |
| 21          | Bez zmian | Zhou Guanyu      | 21   | 0      | –  | –  | –  | –  | –  | 2  | 2  | –  | –  | –   |
| 22          | Bez zmian | Logan Sargeant   | 14   | 0      | –  | –  | –  | –  | –  | 2  | 2  | –  | –  | –   |
| 23          | Bez zmian | Valtteri Bottas  | 21   | 0      | –  | –  | –  | –  | –  | 1  | 1  | –  | –  | –   |
| Źródło: FIA |           |                  |      |        |    |    |    |    |    |    |    |    |    |     |

### Konstruktorzy
| P           | +/-       | Konstruktor                  | Zgł. | Punkty | P1 | P2 | P3 | PP | NO | NS | NU | NW | DK | WYK |
| ----------- | --------- | ---------------------------- | ---- | ------ | -- | -- | -- | -- | -- | -- | -- | -- | -- | --- |
| 1           | Bez zmian | McLaren-Mercedes             | 42   | 593    | 5  | 10 | 4  | 7  | 5  | –  | 1  | –  | –  | –   |
| 2           | Bez zmian | Ferrari                      | 42   | 557    | 5  | 3  | 10 | 4  | 4  | 3  | 4  | –  | –  | –   |
| 3           | Bez zmian | Red Bull Racing-Honda RBPT   | 42   | 544    | 8  | 7  | 2  | 8  | 4  | 3  | 4  | –  | –  | –   |
| 4           | Bez zmian | Mercedes                     | 42   | 382    | 3  | –  | 4  | 2  | 4  | 3  | 4  | –  | 1  | –   |
| 5           | Bez zmian | Aston Martin Aramco-Mercedes | 42   | 86     | –  | –  | –  | –  | 2  | 3  | 2  | 1  | –  | –   |
| 6           | 3         | Alpine-Renault               | 42   | 49     | –  | 1  | 1  | –  | 1  | 4  | 3  | 1  | –  | –   |
| 7           | 1         | Haas-Ferrari                 | 42   | 46     | –  | –  | –  | –  | –  | 3  | 2  | –  | 1  | 1   |
| 8           | 1         | RB-Honda RBPT                | 42   | 44     | –  | –  | –  | –  | 1  | 6  | 6  | –  | –  | –   |
| 9           | 1         | Williams-Mercedes            | 41   | 17     | –  | –  | –  | –  | –  | 9  | 8  | 1  | –  | –   |
| 10          | Bez zmian | Kick Sauber-Ferrari          | 42   | 0      | –  | –  | –  | –  | –  | 3  | 3  | –  | –  | –   |
| Źródło: FIA |           |                              |      |        |    |    |    |    |    |    |    |    |    |     |